# Ctenocystoidea
Ctenocystoïdes
Classe
Les Ctenocystoidea (Ctenocystoïdes en français) sont une classe d'échinodermes du Paléozoïque, connus uniquement sous forme fossile, attribué au morpho-groupe des carpoïdes, ou Homalozoa.

## Systématique
La classe des Ctenocystoidea a été créée en 1969 par les paléontologues américains Richard A. Robison et James Sprinkle (d).

## Description et caractéristiques

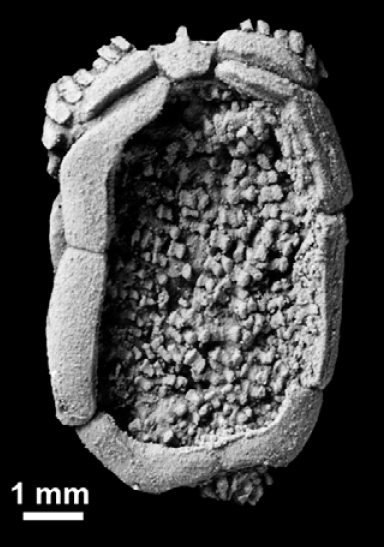
Un fossile de Ctenocystis du Cambrien.

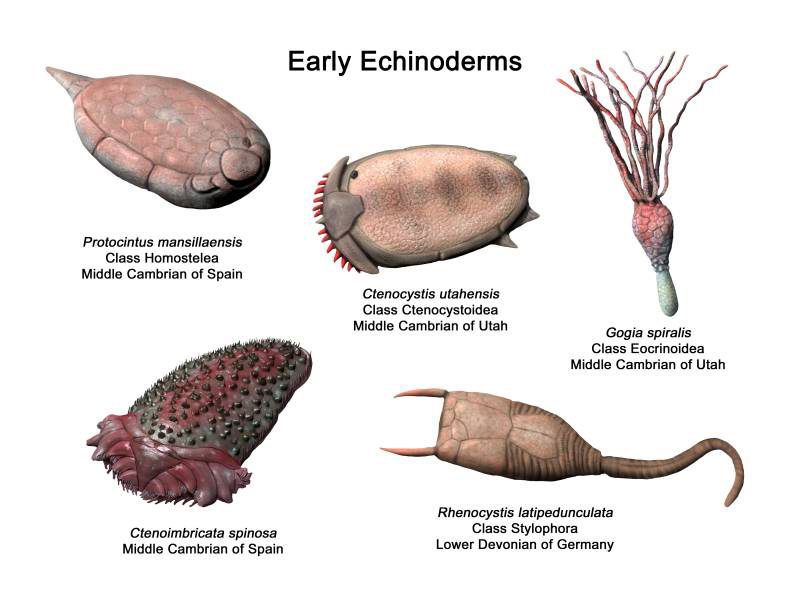
Divers échinodermes paléozoïques, dont Ctenocystis utahensis, au centre, un Ctenocystoidea.

Les Ctenocystoïdes forment une petite classe d'échinodermes à symétrie bilatérale du Cambrien médian, décrite en 1969. Les fossiles attribués à ce groupe se distinguent des autres Homalozoa par l'absence d'appendice : leur corps est aplati et sub-quadrangulaire, constitué de grosses plaques marginales et d'un dallage dorsal de plaques calcaires plus petites (en cela, ils peuvent rappeler les Cyclocystoidea). Leur trait le plus caractéristique est l'organe en forme de peigne (d'où le nom scientifique) qui se trouve à l'avant de l'animal, constitué de plaques articulées, formant un conduit ambulacraire probablement cilié et menant à la bouche. Le madréporite est situé à l'avant-droite de l'animal, sur une plaque dorsale, et l'arrière porte une pyramide anale. Le mécanisme moteur de ces animaux est encore peu clair.

## Registre fossile
Les fossiles de Ctenocystoïdes proviennent principalement du Cambrien médian de l'Amérique du Nord et de la Bohème. Les fossiles s'étendent de 513 à 455,8 millions d'années.

## Liste des ordres
Selon BioLib (27 juillet 2021) :
- ordre † Azonida Domínguez-Alonso, 1999
- ordre † Ctenocystida Robison & Sprinkle, 1969
- ordre † Monozonida Domínguez-Alonso, 1999
- ordre † Pleurozonida Domínguez-Alonso, 1999

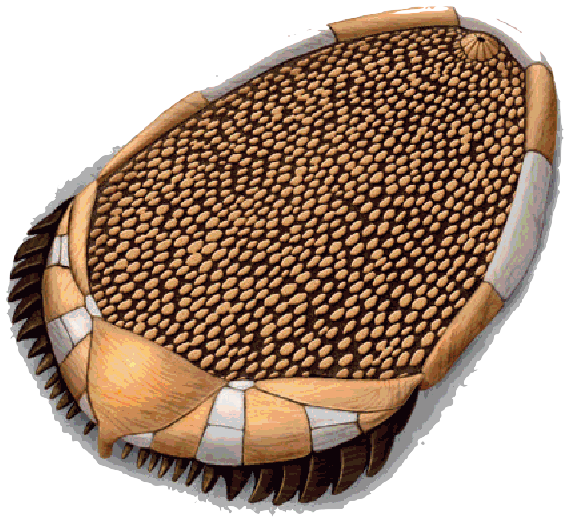
Reconstitution d'un Courtessolea
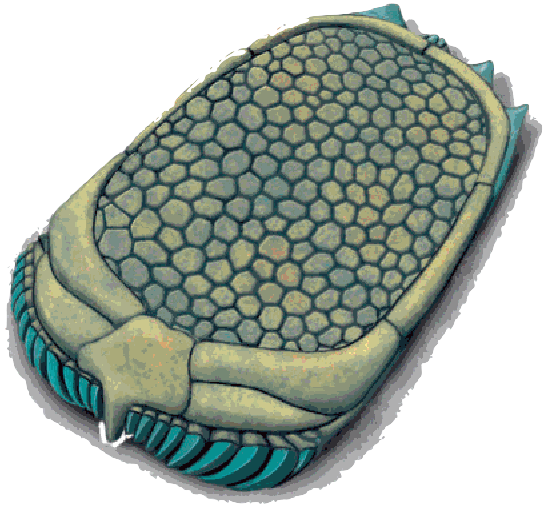
Reconstitution d'un Ctenocystis
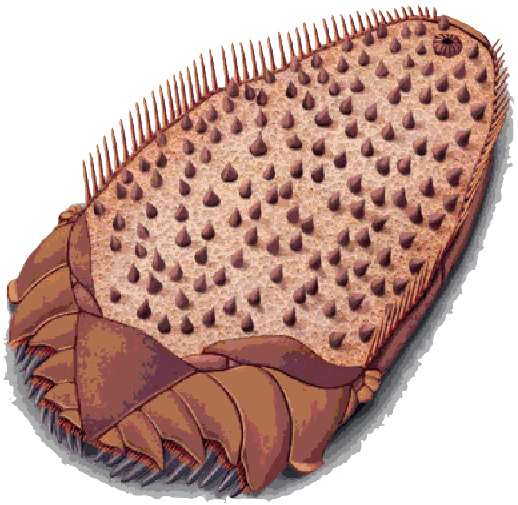
Reconstitution d'un Ctenoimbricata

## Publication originale
- (en) Richard A. Robison et James Sprinkle, « Ctenocystoidea: new class of primitive echinoderms », Science, Amérique septentrionale, AAAS, vol. 166, no 3912,‎ 1er décembre 1969, p. 1512-1514 (ISSN 0036-8075 et 1095-9203, OCLC 1644869, PMID 17742852, DOI 10.1126/SCIENCE.166.3912.1512).